# La Losa
La Losa település Spanyolországban, Segovia tartományban. La Losa Segovia, San Ildefonso, Navas de Riofrío, El Espinar és Ortigosa del Monte községekkel határos. Lakosainak száma 531 fő (2024).

## Népesség
A település népessége az elmúlt években az alábbi módon változott:
| Lakosok száma | 373  | 445  | 505  | 534  | 530  | 538  | 538  | 521  | 537  | 531  |
|               | 2001 | 2004 | 2007 | 2009 | 2012 | 2014 | 2017 | 2019 | 2022 | 2024 |